# Bairon-Mont-Dieu
Pour les articles homonymes, voir Bairon.
Bairon-Mont-Dieu (ou Bairon-le-Mont-Dieu) est une ancienne commune des Ardennes, d'abord scindée puis en partie dispersée entre des communes avoisinantes. Il n'en reste que la commune du Mont-Dieu et quelques écarts.

## Géographie
Cette commune, dépourvue de bourg était composée d'écarts :
- sur la section de Bairon : Bairon, Ambuy 49° 31′ 41″ N, 4° 46′ 41″ E, Courtiseau 49° 32′ 47″ N, 4° 40′ 35″ E, le Petit-Moulin 49° 31′ 34″ N, 4° 46′ 57″ E, la Loire 49° 32′ 31″ N, 4° 46′ 46″ E, les Forges 49° 31′ 59″ N, 4° 46′ 03″ E, Court-Gilot 49° 32′ 47″ N, 4° 45′ 22″ E, Courte-Soupe 49° 31′ 50″ N, 4° 44′ 15″ E, les Fourcières 49° 32′ 11″ N, 4° 47′ 19″ E .
- sur la section du Mont-Dieu : la Correrie 49° 32′ 19″ N, 4° 52′ 23″ E, la Forge 49° 32′ 08″ N, 4° 51′ 27″ E, la Grange-au-Mont  49° 32′ 42″ N, 4° 53′ 15″ E (cadastrée aussi sous le nom de « la Grange du Haut-Mont ») , la Maison-à-Bar  49° 34′ 26″ N, 4° 50′ 17″ E, le Mont-Dieu  49° 32′ 49″ N, 4° 51′ 54″ E, le Moulineau  49° 32′ 19″ N, 4° 50′ 53″ E, Nocière 49° 31′ 29″ N, 4° 51′ 40″ E, la Tuilerie 49° 32′ 44″ N, 4° 50′ 56″ E .

Elle disposait de deux lieux de culte : la Chartreuse pour la section du Mont-Dieu et la chapelle de Saint-Brice, pour la section de Bairon; cette dernière, de facture romane, est une partie de l'église datant d'avant la destruction de 1359.

## Toponymie
L'on trouve, dans des documents du XVIIIe siècle la variante Bairou, pour Bairon :
- « BAIROU ou BAIRON, les Maisons dites Claire & Remonté, & les deux moulins, en Champagne, Diocese & Election de Reims, Parlement de Paris, Intendance de Châlons. On y compte 17 feux. »[4].
- « BAIROU, dans la Champagne, Diocèse de Reims, Parlement de Paris, Intendance de Châlons, Election de Reims, a 99 habitans. »[5].

On trouve Bairo au Xe siècle, Bairona en 1145, Bairon en 1196, Bairons en 1202, Bayronnum en 1316.

Son nom vient du ruisseau homonyme qui se jette dans la Bar. Bairon est un diminutif de Bar.

## Historique

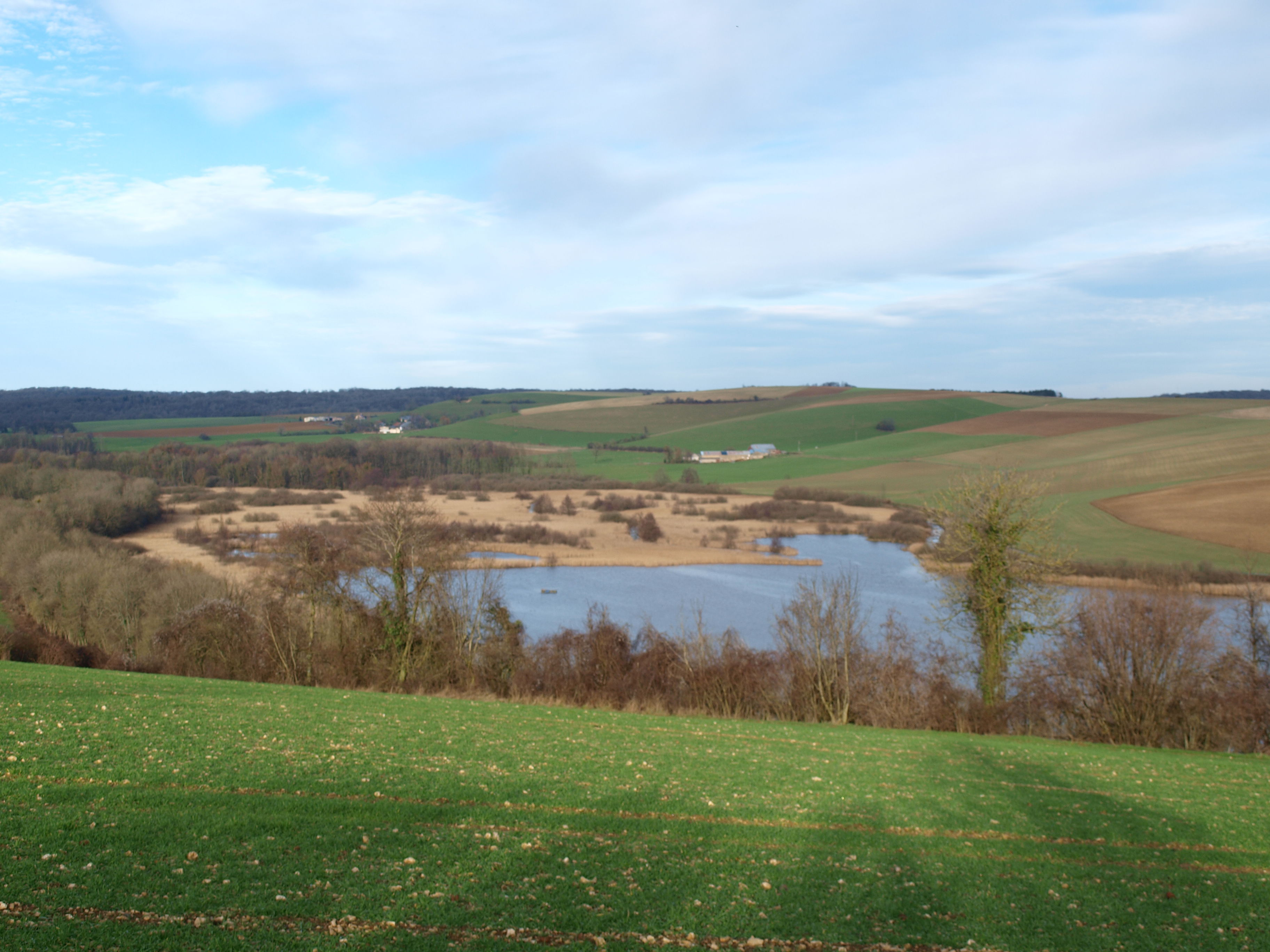
Le vieil étang de Bairon, qui existait en 1789

D'après les annales du chartreux dom Ganneron, Bairon a été un des plus anciens villages des Ardennes.
Le hameau de Bairon fut détruit par les Anglais en 1359 et fut abandonné par ses habitants. Au XVe siècle les moines de la Chartreuse du Mont-Dieu reprennent cet espace abandonné. Ils y installent un étang (le vieil étang) qui fournit du poisson et l'énergie pour le fonctionnement de deux moulins. Au XVIIIe siècle, ils y installent une forge et un haut fourneau. Ce lieu était donc, de fait, la propriété de l'abbaye Saint-Rémi de Reims.
La Statistique des élections de Reims, Rethel et Sainte-Ménehould dressée en 1657 par le sieur Terruel en vue du projet de cadastre général de la généralité de Chalons, ensuite du projet du maréchal de Fabert indique :
« Bairon et 4 censes, appartient aux religieux du Mont-Dieu. — Terre médiocre et mauvaise: 373 arpents. — Prés: 136 arpents. — Ménages: 8. — Charrues: 5. — Payent à Rocroy, 200 livres. — Taille: 190 livres. — en 1657 : 230 livres. », et
« Les Maisons du Mont-Dieu. — 5 ou 6 grosses censes, à chacune le labourage de 2 charrues. — Taille: 76 livres — en 1657: 150 livres ».
Expilly, dans son dénombrement des Mariages, des Naissances et des Morts de 339 paroisses de l’Élection de Reims, de la Généralité & Intendance de Châlons, dénombre ces flux démographiques pour Bayron du Chesne et pour Mont-Dieu &c. en comparant les périodes 1690-1701 inclus et 1752-1763 inclus.
| Bayron du Chesne      | Mariages | Naissances mâles | Naissances femelles | Décès hommes | Décès femmes |
| --------------------- | -------- | ---------------- | ------------------- | ------------ | ------------ |
| de 1690 à 1701 inclus | 1        | 11               | 6                   | 2            | 1            |
| De 1752 à 1763 inclus | 1        | 22               | 17                  | 15           | 10           |

| Mont-Dieu &c.         | Mariages | Naissances mâles | Naissances femelles | Décès hommes | Décès femmes |
| --------------------- | -------- | ---------------- | ------------------- | ------------ | ------------ |
| de 1690 à 1701 inclus | 0        | 3                | 0                   | 0            | 3            |
| De 1752 à 1763 inclus | 6        | 20               | 18                  | 13           | 9            |

Le relevé alphabétique des villes bourgs et villages hameaux et autres lieux ayant rôle d'impositions séparé dépendants pour la plus forte partie du bailliage royal de Reims pour la convocation aux États généraux de 1789 du tiers-état indique : Bairon, paroisse de Chesne : 12 feux et 2 députés et, Le Mont-Dieu, qui était un ensemble de fermes dans une forêt abbatiale : 8 feux et 2 députés. Les deux communautés villageoises sont convoquées indépendamment l'une de l'autre (et Bairon indépendamment de Le Chesne). En 1790, la commune de Bairon-Mont-Dieu fut créée par la réunion de Bairon et du Mont-Dieu. Les deux sections de la commune étaient fort éloignées l'une de l'autre et, à sa création, cette commune ne comptait donc que 20 feux.

En 1824, le conseil général des Ardennes « estime qu'il y a lieu d'ordonner que les fermes de Bairon proprement dites seront distraites de la commune actuelle de Bairon et le Mont-Dieu, arrondissement de Sedan, et réunies à celui de Vouziers, en les incorporant aux communes limitrophes de ce dernier arrondissement. »
En 1829, la Chambre des députés, lors de la séance du 10 février 1829, s'émeut de cette situation:
« La commune de Bairon-Mont-Dieu, département des Ardennes, offre la circonscription la plus vicieuse : non-seulement elle est formée de deux sections qui n'ont aucun point de contact, et situées à une grande distance l'une de l'autre, mais chacune de ces sections est comprise dans les limites de deux arrondissements différents. Celle de Mont-Dieu, proprement dite, dépend de l'arrondissement de Sedan, tandis que celle de Bairon est enclavée dans l'arrondissement de Vouziers. 
Le territoire des deux communes et le ruisseau de Bar séparent les deux sections, et toute communication entre elles est ou impossible ou très difficile lors des débordements de ce ruisseau, Dans l'état actuel des choses la section de Mont-Dieu est éloignée de six lieues du siège de la justice de paix de Raucourt à laquelle elle ressortit, tandis que dans l'arrondissement de Vouziers elle est limitrophe de la commune de Chesne chef-lieu de canton.
Les autorités locales ont émis le vœu unanime de la réunion de la section de Mont-Dieu à l'arrondissement de Vouziers.»
Le 26 mars 1829, le roi Charles X proclame une loi :
« L'enclave de Bairon, dépendante de la commune de Bairon de Mont-Dieu, arrondissement de Sedan, département des Ardennes, est réunie à l'arrondissement de Vouziers, même département, et divisée entre les communes de Louvergny de Sauville et du Chesne ainsi qu'il est expliqué ci-après : […]. »

La population de la commune, les deux sections ensemble, se montait alors de 216 à 230 habitants. À Bairon, l'activité des forges y existe, alors, encore.
Le Mont-Dieu demeurait donc une commune. Lors de la construction du lac artificiel de Bairon, dont les travaux ont été entrepris en 1842 et terminés en 1846, le hameau de Bairon, ou ce qu'il en restait, fut englouti par les eaux.

### Activités économiques
Au début du XIXe siècle, la forge de Bairon est active et moderne, comme l'indique une ordonnance de 1829, portant que 
« de Bairon le sieur Pierre Lormier est autorisé à conserver et tenir en activité les usines à fer dites de Bairon, situées dans la commune de Bairon, arrondissement de Vouziers (Ardennes), sur l'étang de Bairon, alimenté par le ruisseau de Chagny. Ces usines sont et demeurent composées conformément aux quatre plans de masse et de détails joints à la présente ordonnance : 1°. d'un haut-fourneau pour fondre le minérai, allant au charbon de bois ; 2°. de deux feux de forge, allant aussi au charbon de bois ; 3°. d'une fenderie-laminoir, allant à la houille ; 4°. enfin d'un bocard à crasse. »
— ordonnance du 30 septembre 1829.

Le lavoir du minerai des hauts fourneaux de Bairon possédait, depuis 1823 environ, un système de digues filtrantes pour l'épuration des eaux de lavage de minerai, le premier en date et l'un des deux seuls du département des Ardennes en 1827. Son  bassin était triangulaire, à-peu-près équilatéral, et recevait les eaux par son sommet pour les rejeter par sa base. Les côtés du bassin, comprenant la digue filtrante qui formait la base, avaient environ 15 mètres de longueur; la digue avait un mètre et demi de hauteur, 5 mètres de largeur à sa base et un mètre à son sommet.